# 唐須教光
唐須 教光（とうす のりみつ、1942年 (昭和17年) 4月30日 - ）は、日本の英語学者。慶應義塾大学名誉教授。

## 略歴
広島市生まれ。1964年慶應義塾大学文学部哲学科卒。1968年東京大学教養学部教養学科卒。1970年米国ブラウン大学大学院修士課程修了。1973年エール大学大学院博士課程修了 Ph.D。1976年玉川大学専任講師、1977年広島大学総合科学部専任講師。1978年助教授。1980年慶應義塾大学文学部助教授。1985年教授。2008年定年、日本大学藝術学部教授、2012年退職。

## 著書
- 『文化の言語学』 勁草書房、1988
- 『バイリンガルの子供たち』 丸善ライブラリー、1993
- 『なぜ子どもに英語なのか バイリンガルのすすめ』 日本放送出版協会 NHKブックス、2002
- 『英語と文化 英語学エッセイ』 慶應義塾大学出版会、2007

### 編著
- 『言語学 2』編著 研究社、2000 英語学文献解題
- 『開放系言語学への招待 文化・認知・コミュニケーション』編 慶應義塾大学出版会、2008

### 翻訳
- デル・ハイムズ『ことばの民族誌 社会言語学の基礎』 紀伊國屋書店、1979
- モーリス・W.M.ポープ『古代文字解読の物語』 新潮社、1982 
  - 『古代文字の世界 エジプト象形文字から線文字Bまで』 講談社学術文庫、1995
- 『カーニバル!』 池上嘉彦共訳、岩波書店、1987

ウンベルト・エーコ、モニカ・レクトール、V.V.イワーノフ

## 弟子
- 関正生 - TOEIC Listening & Reading Testで990点満点取得のスタディサプリ英語講師
- 森田鉄也[1] - TOEIC Listening & Reading Testの990点満点取得が100回以上の英語講師、YouTuber

## 参考サイト
- 早稲田塾が選んだ大学教授を紹介！慶應義塾大学文学部人文社会学科英文専攻　唐須教光教授
- 日本大学大学院　芸術学研究科　文芸学専攻　兼任・非常勤スタッフ　唐須教光